# Kegelstumpf

Kegelstumpf

Kegelstumpf ist in der Geometrie die Bezeichnung für einen speziellen Rotationskörper. Ein Kegelstumpf entsteht dadurch, dass man von einem geraden Kreiskegel parallel zur Grundfläche einen kleineren Kegel abschneidet. Dieser kleinere Kegel wird als Ergänzungskegel des Kegelstumpfs bezeichnet.
Die größere der beiden parallelen Kreisflächen ist die Grundfläche {\displaystyle G}, die kleinere die Deckfläche {\displaystyle D}. Die dritte der begrenzenden Flächen wird als Mantelfläche {\displaystyle M} bezeichnet. Diese Bezeichnungen sind zugleich für die Flächeninhalte dieser Flächen üblich. Unter der Höhe {\displaystyle h} des Kegelstumpfs versteht man den Abstand von Grund- und Deckfläche.
Nahe verwandt mit dem Kegelstumpf ist der Pyramidenstumpf.

## Formeln
Mit {\displaystyle r} werde der Radius der Deckfläche, mit {\displaystyle R} der Radius der Grundfläche bezeichnet. {\displaystyle \varphi } sei der Winkel zwischen einer Mantellinie und der Kegelachse.
| Formeln zum Kegelstumpf | Formeln zum Kegelstumpf                                                | Formeln zum Kegelstumpf |
| ----------------------- | ---------------------------------------------------------------------- | ----------------------- |
| Volumen                 | {\displaystyle V={\frac {h\cdot \pi }{3}}\cdot (R^{2}+R\cdot r+r^{2})} |                         |
| Länge einer Mantellinie | {\displaystyle m={\sqrt {(R-r)^{2}+h^{2}}}}                            |                         |
| Mantelfläche            | {\displaystyle M=(R+r)\cdot \pi \cdot m}                               |                         |
| Deckfläche              | {\displaystyle D=\pi \cdot r^{2}}                                      |                         |
| Grundfläche             | {\displaystyle G=\pi \cdot R^{2}}                                      |                         |
| Oberfläche              | {\displaystyle O=\pi \cdot \left[r^{2}+R^{2}+m\cdot (r+R)\right]}      |                         |
| Höhe des Kegelstumpfs   | {\displaystyle h={\frac {R-r}{\tan \varphi }}}                         |                         |

## Beweise

### Volumen
Für die Berechnung des Volumens des Kegelstumpfs wird die Höhe des Ergänzungskegels mit {\displaystyle k} bezeichnet. Das Volumen des Kegelstumpfs ergibt sich dann als Differenz zwischen dem Volumen des ganzen Kreiskegels (Radius {\displaystyle R} und Höhe {\displaystyle h+k}) und dem Volumen des Ergänzungskegels (Radius {\displaystyle r} und Höhe {\displaystyle k}). Mit Hilfe des Strahlensatzes (Vierstreckensatz) folgt, dass
{\displaystyle {\frac {h+k}{R}}={\frac {k}{r}}}.
Nennt man diesen Quotienten {\displaystyle \lambda }, so gilt
{\displaystyle h+k=\lambda \cdot R} und
{\displaystyle k=\lambda \cdot r.}
Die Höhe ist somit
{\displaystyle h=\lambda \cdot (R-r).}
Das Volumen des großen Kegels ist
{\displaystyle V_{R}={\frac {R^{2}\cdot \pi \cdot (h+k)}{3}}=\lambda \cdot R^{3}\cdot {\frac {\pi }{3}},}
das Volumen des kleinen Kegels ist
{\displaystyle V_{r}={\frac {r^{2}\cdot \pi \cdot k}{3}}=\lambda \cdot r^{3}\cdot {\frac {\pi }{3}},}
das Volumen des Kegelstumpfs ist die Differenz
{\displaystyle V=V_{R}-V_{r}=\lambda \left(R^{3}-r^{3}\right){\frac {\pi }{3}}}
{\displaystyle =\lambda (R-r)\left(R^{2}+R\cdot r+r^{2}\right){\frac {\pi }{3}}={\frac {h\cdot \pi }{3}}\left(R^{2}+Rr+r^{2}\right).}

Alternativ kann das Volumen eines Kegelstumpfes mithilfe eines Integrals berechnet werden, da ein solcher Körper als ein um die x-Achse rotierter Rotationskörper betrachtet werden kann. Die Formel zur Volumenberechnung dieser Rotationskörper lautet: {\displaystyle V=\pi \cdot \int \limits _{a}^{b}f(x)^{2}\mathrm {d} x}.
Setzt man hier für {\displaystyle f(x)={\frac {R-r}{h}}\cdot x+r} ein und errechnet das Integral in den Grenzen von {\displaystyle a=0} und {\displaystyle b=h}, so erhält man das Volumen eines Kegelstumpfes mit den entsprechenden Parametern.
Dass diese Formel der obigen Formel gleicht, ergibt sich durch folgende Rechnung:
{\displaystyle V=\pi \cdot \int \limits _{0}^{h}\left({\frac {R-r}{h}}\cdot x+r\right)^{2}\mathrm {d} x}
{\displaystyle =\pi \cdot \int \limits _{0}^{h}\left({\frac {(R-r)^{2}}{h^{2}}}\cdot x^{2}+2\cdot {\frac {R-r}{h}}\cdot x\cdot r+r^{2}\right)\mathrm {d} x}
{\displaystyle =\pi \cdot \left({\frac {(R-r)^{2}}{3\cdot h^{2}}}\cdot x^{3}+{\frac {R-r}{h}}\cdot x^{2}\cdot r+r^{2}\cdot x{\Big |}_{x=0}^{x=h}\right)}
{\displaystyle =\pi \cdot \left({\frac {(R-r)^{2}}{3}}\cdot h+R\cdot r\cdot h\right)}
{\displaystyle =\pi \cdot \left({\frac {R^{2}+R\cdot r+r^{2}}{3}}\cdot h\right)}
{\displaystyle ={\frac {h\cdot \pi }{3}}\cdot \left(R^{2}+R\cdot r+r^{2}\right).}

### Mantelfläche
Für die Berechnung der Mantelfläche des Kegelstumpfs werde die Mantellinie des abgeschnittenen kleinen Kegels mit {\displaystyle n} bezeichnet.
Laut Strahlensatz gilt
{\displaystyle {\frac {R}{r}}\,=\,{\frac {n+m}{n}}},
also
{\displaystyle n={\frac {m\cdot r}{R-r}}}.
Die Mantelfläche berechnet sich nun aus der Differenz der Mantelfläche {\displaystyle M_{1}} des großen Kegels (Radius {\displaystyle R} und Mantellinie {\displaystyle m+n}) und der Mantelfläche {\displaystyle M_{2}} des kleinen weggeschnittenen Kegels (Radius {\displaystyle r} und Mantellinie {\displaystyle n}):
{\displaystyle M\,=\,M_{1}-M_{2}}
{\displaystyle \,=\,\pi \cdot R\cdot (m+n)-\pi \cdot r\cdot n}
{\displaystyle \,=\,\pi \cdot m\cdot R+\pi \cdot n\cdot (R-r)}
{\displaystyle \,=\,\pi \cdot m\cdot R+\pi \cdot {\frac {m\cdot r}{R-r}}\cdot (R-r)}
{\displaystyle \,=\,\pi \cdot m\cdot R+\pi \cdot m\cdot r}
{\displaystyle \,=\,\pi \cdot m\cdot (R+r)}

### Oberfläche

Körpernetz eines Kegelstumpfs: Der Umfang u_{1} der Deckfläche D ist gleich der Bogenlänge b_{1}. Der Umfang u_{2} der Grundfläche G ist gleich der Bogenlänge b_{2}. M ist die Mantelfläche.

Die Oberfläche des Kegelstumpfs berechnet sich aus der Summe aus Deckfläche, Grundfläche und Mantelfläche:
{\displaystyle D\,=\,\pi \cdot r^{2}}
{\displaystyle G\,=\,\pi \cdot R^{2}}
{\displaystyle M\,=\,\pi \cdot m\cdot (r+R)}
{\displaystyle O\,=\,D+G+M}
{\displaystyle \,=\,\pi \cdot r^{2}+\pi \cdot R^{2}+\pi \cdot m\cdot (r+R)}
{\displaystyle \,=\,\pi \cdot \left[r^{2}+R^{2}+m\cdot (r+R)\right]}

## Anwendungsbeispiele

### Trinkglas

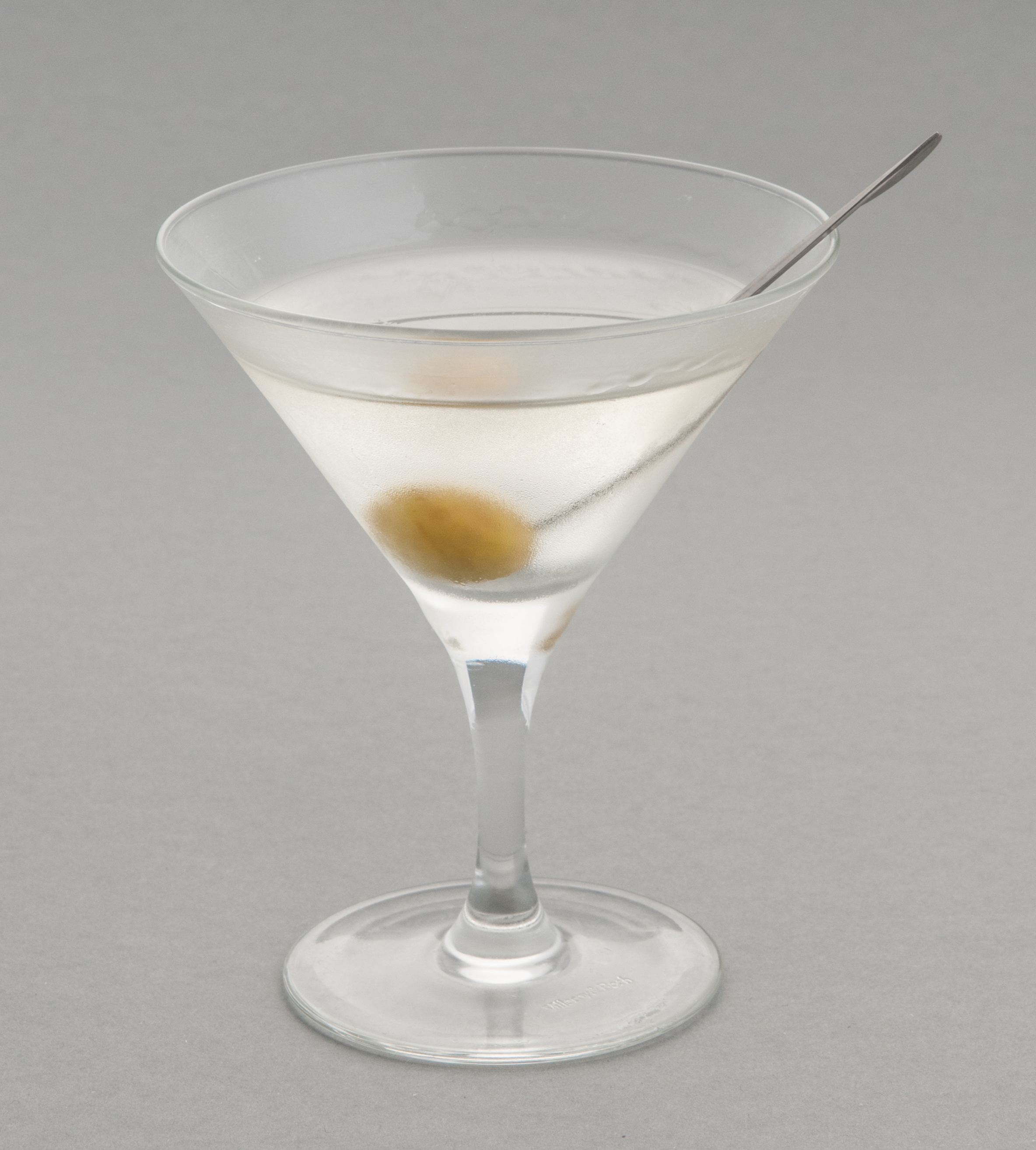
Ein Martiniglas hat annähernd die Form eines Kegels. Der nicht gefüllte Teil hat die Form eines Kegelstumpfs.

Einige Trinkgläser, zum Beispiel ein Martiniglas, haben annähernd die Form eines Kegels.
Ein Martiniglas mit dem Durchmesser 103 Millimeter und der Füllhöhe 59 Millimeter wird bis zu einer Höhe von 40 Millimetern mit Orangensaft gefüllt. Daraus ergibt sich {\displaystyle R=51{,}5\ \mathrm {mm} }, {\displaystyle r={\frac {40\ \mathrm {mm} }{59\ \mathrm {mm} }}\cdot {51{,}5\ \mathrm {mm} }\approx 34{,}9\ \mathrm {mm} }, {\displaystyle h=59\ \mathrm {mm} -40\ \mathrm {mm} =19\ \mathrm {mm} } und daraus das Volumen des nicht gefüllten Teils, der die Form eines Kegelstumpfs hat:
{\displaystyle V={\frac {1}{3}}\cdot \pi \cdot h\cdot (R^{2}+R\cdot r+r^{2})}
{\displaystyle \ \approx 113\cdot 10^{3}\ \mathrm {mm^{3}} =113\ \mathrm {cm^{3}} =113\ \mathrm {ml} }
Der nicht gefüllte Teil hat also ein Volumen von etwa 113 Millilitern.
Der Anteil des Martiniglas, der gefüllt ist, beträgt
{\displaystyle \left({\frac {40\ \mathrm {mm} }{59\ \mathrm {mm} }}\right)^{3}\approx 0{,}312}
Das Martiniglas ist also zu etwa 31,2 Prozent mit Orangensaft gefüllt.